# Андреа Бартфаї-Магер
Андреа Бартфаї-Магер (угор. Bártfai-Mager Andrea; нар. 24 травня 1966) — угорська політична діячка і економістка. Чинна міністерка без портфеля з управління національними активами з 18 травня 2018 року.

## Життєпис
Закінчила Університет економічних наук в Будапешті за фахом економіст, експерт з міжнародних відносин.
У 1998—2001 рр. — керівна співробітниця банку Postabank, в 2001—2007 рр. — Угорського національного банку. У 2002—2004 рр. — голова правління пенсійного фонду Угорського національного банку, в 2004—2006 рр. — членкиня наглядової ради пенсійного фонду Угорського зовнішньоторговельного банку. У 2005—2006 рр. — угорська координаторка програми показників фінансової стійкості Міжнародного валютного фонду. У 2004—2007 рр. представляла Угорський національний банк в Європейському центральному банку. У 2007—2010 рр. — членкиня ради з конкуренції Угорського конкурентного відомства (GVH). У 2010—2011 рр. виконавча директорка видавництва «Мадяр кезлені» (Magyar Közlöny Lap- és Könyvkiadó), що випускає однойменну урядову газету. 21 березня 2011 року обрана членкинею валютного комітету Угорського національного банку.
6 липня 2016 року змінила Ласлоне Немет на посаді уповноваженої у справах пошти та національних фінансових послуг в третьому кабінеті Орбана під керівництвом прем'єр-міністра Віктора Орбана.
18 травня 2018 року одержала портфель міністра без портфеля з управління національними активами в четвертому кабінеті Орбана.
Володіє англійською, російською та італійською мовами.
Неодружена. Раніше перебувала у шлюбі з Бела Бартфаї, главою Угорської асоціації зі зберігання вуглеводнів (Magyar Szénhidrogén Készletező Szövetség, MSZKSZ), утім у лютому 2021 року у пресі з'явилася інформація про зміну сімейного стану політикині.